# Stazione di San Michele di Serino
La stazione di San Michele di Serino è una fermata ferroviaria, attualmente in uso, ubicata sulla linea Cancello-Avellino, a servizio del comune di San Michele di Serino. Dal 12 dicembre 2021 la fermata è autosostituita.

## Storia
Fu attivata il 31 marzo 1879, assieme alla tratta Montoro Superiore-Avellino.